# Sorte Shara
Sorte Shara er en dansk film fra 1961, instrueret af Sven Methling og skrevet af Hans Hansen.
Filmen er udkommet på DVD under titelen "Alarm i Østersøen"

## Medvirkende
- Ebbe Langberg
- Ove Sprogøe
- Carl Ottosen
- Søren Elung Jensen
- Henning Palner
- Tove Maës
- Hanne Borchsenius
- Malene Schwartz
- Ole Wisborg
- Jørgen Buckhøj
- Christoffer Bro
- Else Jarlbak
- Peter Kitter
- Hans Henrik Krause
- Henry Lohmann
- Miskow Makwarth
- Ole Monty
- Poul Müller
- Gunnar Strømvad
- Alex Suhr